# William Thompson (roddare)
William Gluyas "Bill" Thompson, född 19 juli 1908 i Napa i Kalifornien, död 8 februari 1956 i Los Angeles, var en amerikansk roddare.
Thompson blev olympisk guldmedaljör i åtta med styrman vid sommarspelen 1928 i Amsterdam.